# Zerene cesonia
Zerene cesonia är en fjärilsart som först beskrevs av Stoll 1790.  Zerene cesonia ingår i släktet Zerene och familjen vitfjärilar. Inga underarter finns listade i Catalogue of Life.

## Bildgalleri

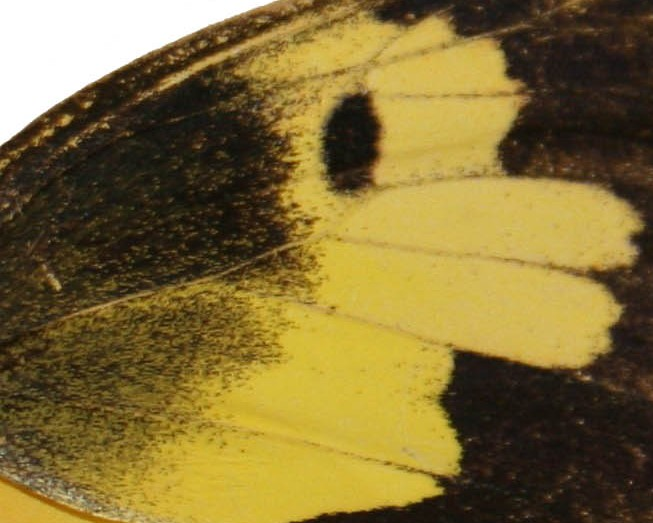
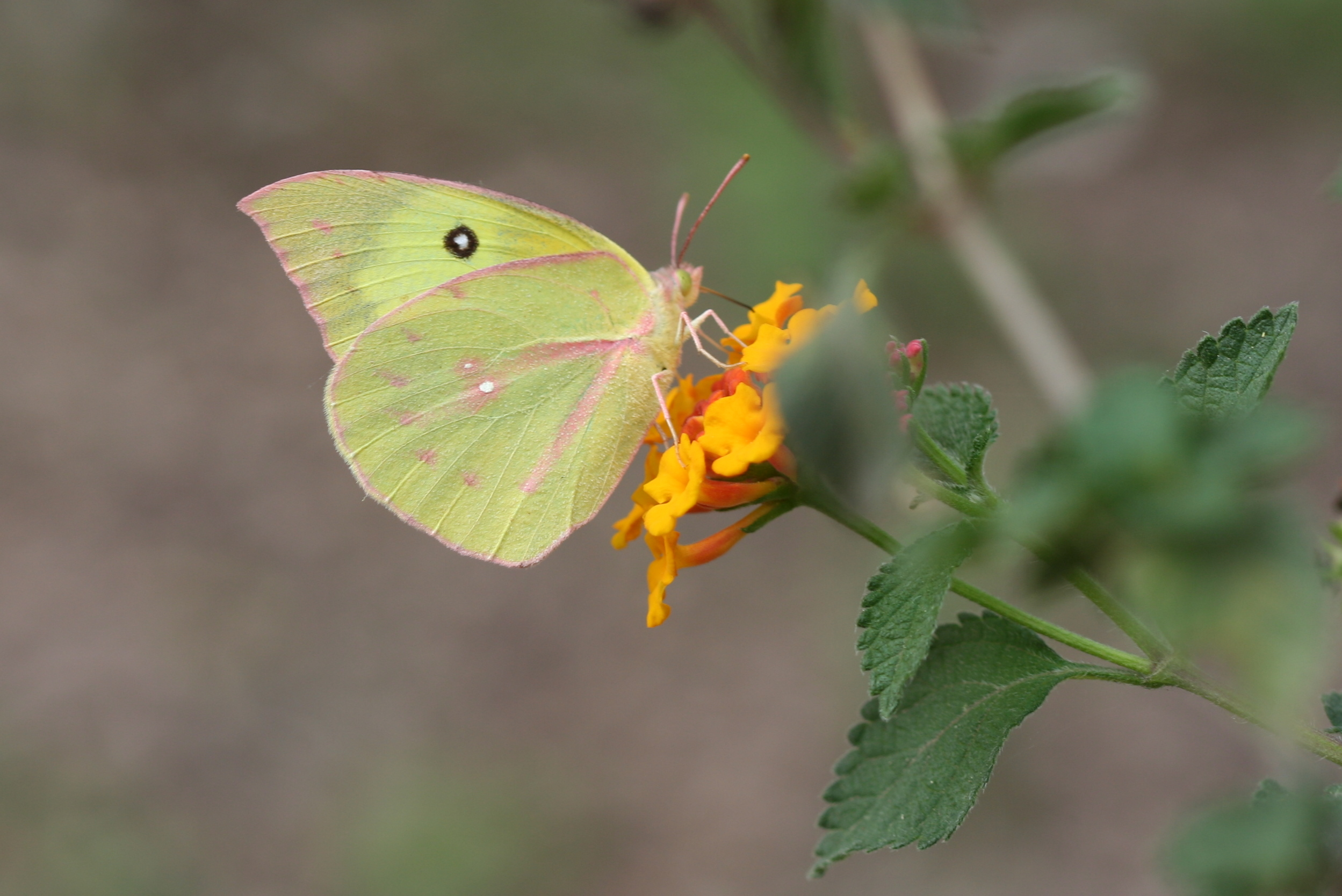
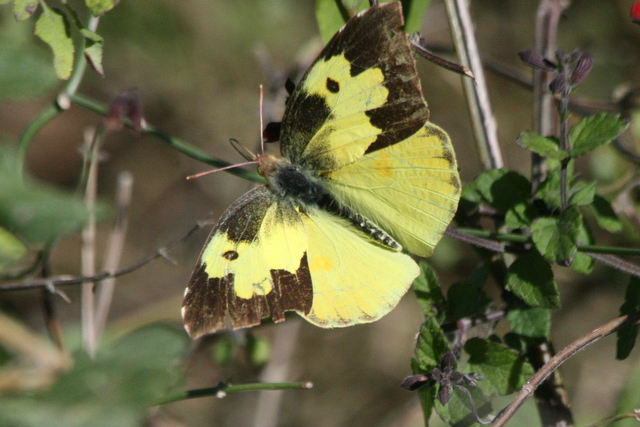